# Stalachtis phlegia
Stalachtis phlegia é uma borboleta neotropical da família Riodinidae, encontrada na Venezuela, Suriname e Brasil, em altitudes de até cerca de 500 metros. Possui asas em negro e laranja escuro, caracterizadas pela presença de manchas menores, de coloração branca, salpicando as asas e o corpo do inseto; com padronagem similar, vista por cima e por baixo.

## Hábitos
Os adultos, geralmente do sexo masculino, são encontrados voando solitários, empoleirando sobre ou sob uma folha com suas asas totalmente estendidas.

## Subespécies
Stalachtis phlegia tem quatro subespécies:
- Stalachtis phlegia phlegia - Descrita por Cramer em 1779, de exemplar proveniente do Suriname.
- Stalachtis phlegia nocticoelum - Descrita por Seitz em 1917, de exemplar proveniente do Brasil (Pará).
- Stalachtis phlegia phlegetontia - Descrita por Perty em 1833, de exemplares provenientes do Brasil (Goiás, Mato Grosso) e Paraguai.
- Stalachtis phlegia venezolana - Descrita por Seitz em 1917, de exemplar proveniente da Venezuela.
- Stalachtis phlegia susanna - Atualmente classificada como espécie: Stalachtis susanna.